# Zsolt Németh (Politiker, 1963)

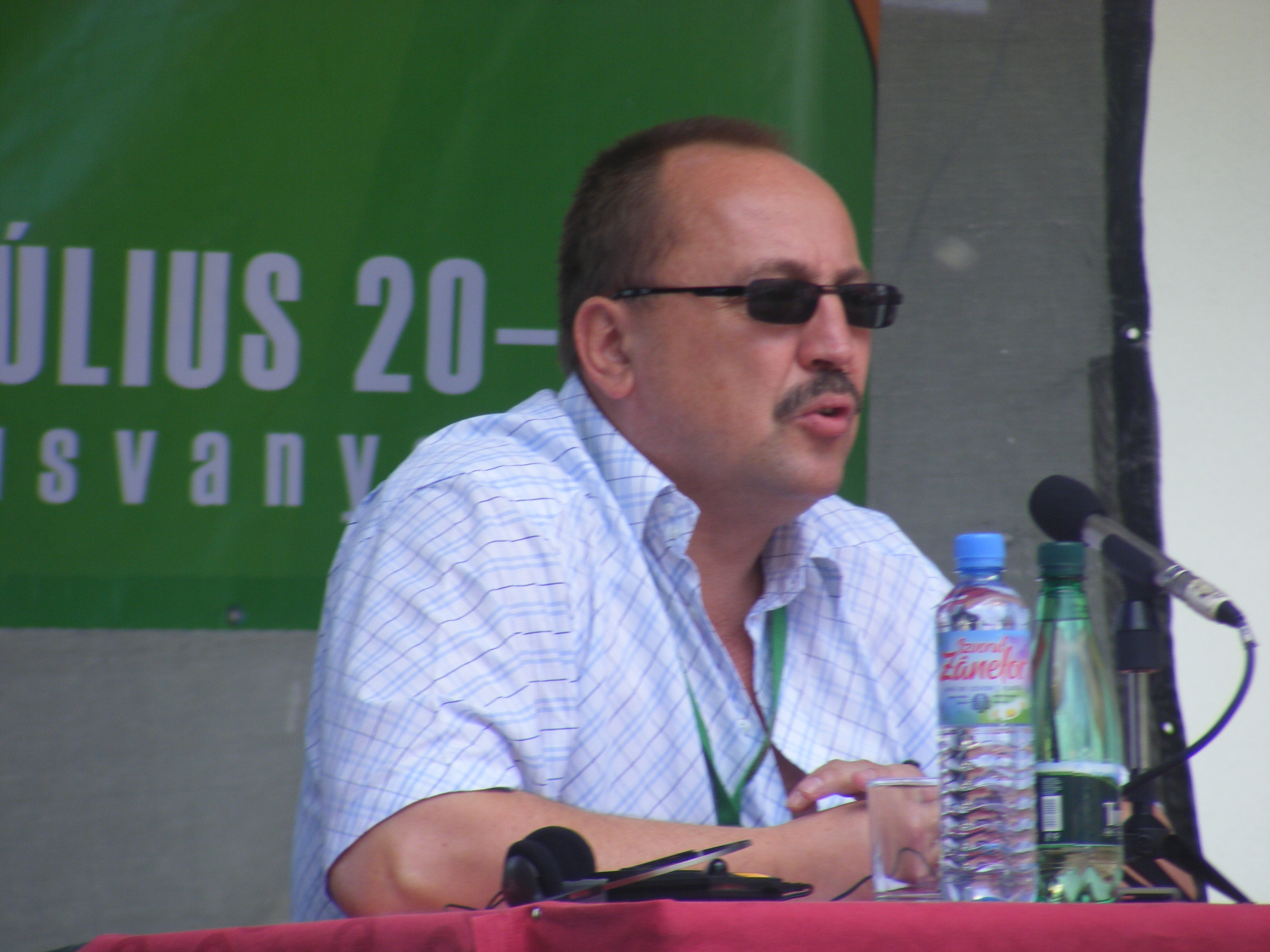
Zsolt Németh (2010)

Zsolt Attila Németh (geboren 14. Oktober 1963 in Budapest) ist ein ungarischer Politiker der Fidesz – Ungarischer Bürgerbund.

## Leben
Zsolt Németh besuchte in der Zeit des kommunistischen Ungarns das Gymnasium „ELTE Radnóti Miklós Gyakorlóiskola“, studierte Ökonomie und Soziologie an der Karl-Marx-Universität für Wirtschaftswissenschaften und schloss das Studium 1987 ab. Danach wurde er als Aspirant an der Ungarischen Akademie der Wissenschaften angestellt. 1988/89 belegte er ein Graduiertenstudium am St Antony’s College in Oxford.
Schon vor der politischen Wende gehörte Németh 1988 zu den Gründern der Partei Fidesz. Er wurde 1990, 1994, 1998,  2002, 2006 und 2010 in das ungarische Parlament gewählt. Németh war von 1993 bis 1998, von 2002 bis 2010 und ist seit 2014 Mitglied der Parlamentarischen Versammlung des Europarates. Seit 2024 ist er Vorsitzender der EC/DA-Fraktion. 1995 war er dort parlamentarischer Berichterstatter zum Partnerschafts- und Kooperationsabkommen mit der Ukraine. Bei der Osterweiterung der EU war er 2003/2004 kurzzeitig Abgeordneter im Europäischen Parlament.
Németh wurde 1998 als Staatssekretär des Äußeren in das Kabinett Orbán I berufen. Ab 2002 war er im Fraktionsvorstand von Fidesz. Seit 2010 ist Németh erneut Staatssekretär des Äußeren im Kabinett Orbán II.
Im Rahmen seiner Amtstätigkeit erhielt er in Polen 2010 den Orden „Odznaka Honorowa Bene Merito“.

## Schriften
- mit Ádám Szesztay; Zsuzsanna Répás: Magyar kibontakozás: válogatás Németh Zsolt beszédeiből és cikkeiből, 1998-2002. Budapest: Püski, 2002